# Municipio de Bald Eagle
El municipio de Bald Eagle (en inglés, Bald Eagle Township) es un municipio del condado de Clinton, Pensilvania, Estados Unidos. Tiene una población estimada, a mediados de 2023, de 2018 habitantes.

## Geografía
Está ubicado en las coordenadas 41°08′25″N 77°34′07″O / 41.14028, -77.56861 (41.140411, -77.568635).

## Demografía
Según la estimación 2018-2022 de la Oficina del Censo, los ingresos medios de los hogares y de las familias son de $60,568. Alrededor del 20.0% de la población está por debajo de la línea de pobreza.